# Draft de l'NBA del 1975
El Draft de l'NBA de 1975 va tenir jugadors destacats en primera ronda, com Darryl Dawkins, David Thompson, Alvan Adams o Joe Bryant, entrenador fins al 2007 de l'equip de la WNBA Los Angeles Sparks i pare de Kobe Bryant que naixeria tres anys després.

## Primera ronda
|  | = All-Star     |
|  | = Hall of Fame |

| Posició | Jugador                | Nacionalitat | Equip de l'NBA          | Origen (universitat/club)     |
| ------- | ---------------------- | ------------ | ----------------------- | ----------------------------- |
| 1       | David Thompson (G-F)   | Estats Units | Atlanta Hawks           | NC State                      |
| 2       | David Meyers (F-C)     | Estats Units | Los Angeles Lakers      | UCLA                          |
| 3       | Marvin Webster (C)     | Estats Units | Atlanta Hawks           | Morgan State                  |
| 4       | Alvan Adams (C-F)      | Estats Units | Phoenix Suns            | Oklahoma                      |
| 5       | Darryl Dawkins (C)     | Estats Units | Philadelphia 76ers      | Maynard Evans HS, Orlando, FL |
| 6       | Lionel Hollins (G)     | Estats Units | Portland Trail Blazers  | Arizona State                 |
| 7       | Rich Kelley (C-F)      | Estats Units | New Orleans Jazz        | Stanford                      |
| 8       | Junior Bridgeman (F-G) | Estats Units | Los Angeles Lakers      | Louisville                    |
| 9       | Eugene Short (F)       | Estats Units | New York Knicks         | Jackson State                 |
| 10      | Bill Robinzine (F)     | Estats Units | Kansas City-Omaha Kings | DePaul                        |
| 11      | Joe Meriweather (C-F)  | Estats Units | Houston Rockets         | Southern Illinois             |
| 12      | Frank Oleynick (G)     | Estats Units | Seattle SuperSonics     | Seattle                       |
| 13      | Bob Bigelow (F-G)      | Estats Units | Kansas City-Omaha Kings | Penn                          |
| 14      | Joe Bryant (F-C)       | Estats Units | Golden State Warriors   | La Salle                      |
| 15      | John Lambert (C-F)     | Estats Units | Cleveland Cavaliers     | USC                           |
| 16      | Ricky Sobers (G)       | Estats Units | Phoenix Suns            | UNLV                          |
| 17      | Tom Boswell (F-C)      | Estats Units | Boston Celtics          | South Carolina                |
| 18      | Kevin Grevey (G-F)     | Estats Units | Washington Bullets      | Kentucky                      |

## Jugadors destacats no escollits en 1a ronda
| Posició | Jugador             | Nacionalitat | Equip de l'NBA        | Origen (Universitat/club) |
| ------- | ------------------- | ------------ | --------------------- | ------------------------- |
| 20      | Gus Williams (PG)   | Estats Units | Golden State Warriors | USC                       |
| 23      | World B. Free (C)   | Estats Units | Philadelphia 76ers    | Guilford College          |
| 28      | Dan Roundfield (PF) | Estats Units | Cleveland Cavaliers   | Central Michigan          |